# Заброддя (Вілейський район, Нарочанська сільська рада)
Заброддя (біл. вёска Забродзьдзе) — село в складі Вілейського району Мінської області, Білорусь. Село підпорядковане Нарочанській сільській раді, розташоване в північній частині області.